# 伏見勝
伏見 勝（ふしみ まさる、1938年（昭和13年）4月1日 - ）は、日本の実業家。元報知新聞会長・最高顧問。元遊技産業健全化推進機構代表理事。

## 人物・来歴
1956年（昭和31年）、静岡県立静岡高等学校卒業。慶應義塾大学文学部卒業。1961年（昭和36年）、読売新聞社入社。社会部次長（部長待遇）を経て、1987年（昭和62年）、写真部長、1992年（平成4年）、出版部次長兼「週刊読売」編集部長。1994年（平成6年）、出版局長。1995年（平成7年）、役員待遇。1996年（平成8年）、取締役。1998年（平成10年）、報知新聞社兼報知印刷社長。
2006年（平成18年）、遊技産業健全化推進機構設立と同時に、専務理事就任。2015年（平成27年）、同、代表理事。